# Danh sách thành phố Cộng hòa Trung Phi

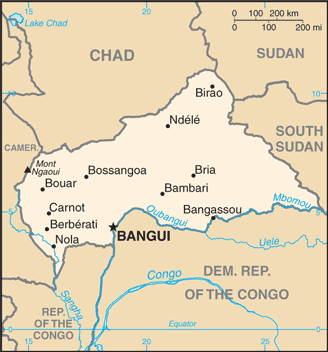
Bản đồ Cộng hòa Trung Phi

Sau đây là danh sách các thành phố và thị trấn ở Cộng hòa Trung Phi:
- Alindao
- Bambari
- Bangassou
- Bangui
- Baoro
- Batangafo
- Berbérati
- Bimbo
- Birao
- Boali
- Boda
- Bossangoa
- Bossembélé
- Bouar
- Bouca
- Bozoum
- Bria
- Carnot
- Damara
- Gambo
- Gamboula
- Ippy
- Kabo
- Kaga-Bandoro
- Kembé
- Kouango
- Mbaïki
- Mobaye
- Mongoumba
- N'Délé
- Nola
- Obo
- Ouadda
- Ouango
- Paoua
- Rafaï
- Sibut
- Zinga

## 10 thành phố lớn nhất
1. Bangui - 687.100
2. Berbérati - 66.900
3. Carnot - 58.200
4. Bouar - 57.700
5. Bambari - 52.300
6. Kaga-Bandoro - 50.600
7. Bossangoa - 42.700
8. Bria - 41.900
9. Bimbo - 41.500
10. Nola - 41.200